# Assyriella bellardii
Assyriella bellardii is een slakkensoort uit de familie van de Helicidae. De wetenschappelijke naam van de soort is voor het eerst geldig gepubliceerd in 1854 door Mousson.